# Pedro Pablo Hernández
Pedro Pablo Hernández (ur. 24 października 1986 w Tucumán) – chilijski piłkarz pochodzenia argentyńskiego występujący na pozycji ofensywnego pomocnika, obecnie zawodnik Celty Vigo.

## Kariera klubowa
Hernández pochodzi z miasta San Miguel de Tucumán i jest wychowankiem tamtejszego klubu Atlético Tucumán. Do seniorskiej drużyny, występującej wówczas w trzeciej lidze argentyńskiej, został włączony jako dwudziestolatek i w sezonie 2007/2008 awansował z nią do Primera B Nacional, będąc kluczowym zawodnikiem zespołu. Bezpośrednio po tym sukcesie przeniósł się jednak do urugwajskiej Racing Club de Montevideo, w którego barwach 1 listopada 2008 w wygranym 3:2 spotkaniu z Rampla Juniors zadebiutował w urugwajskiej Primera División, natomiast premierowego gola w najwyższej klasie rozgrywkowej strzelił 22 lutego 2009 w zremisowanej 2:2 konfrontacji z River Plate. W barwach Racingu występował bez większych osiągnięć przez rok, po czym przeniósł się do innego klubu ze stołecznego Montevideo – Defensora Sporting. Tam również grał przez dwanaście miesięcy i nie zdołał zanotować żadnego sukcesu.
Latem 2010 Hernández został wypożyczony do amerykańskiego D.C. United z siedzibą w stołecznym Waszyngtonie. W Major League Soccer zadebiutował 15 lipca 2010 w przegranym 0:1 meczu z Seattle Sounders, a ogółem w tej drużynie spędził pół roku jako podstawowy zawodnik, lecz ani razu nie wpisał się na listę strzelców i zajął z nią ostatnie miejsce w tabeli. Na początku 2011 roku powrócił do ojczyzny, podpisując umowę z ekipą Argentinos Juniors z Buenos Aires, w argentyńskiej Primera División debiutując 14 lutego 2011 w zremisowanym 1:1 pojedynku z Huracánem i już niebawem wywalczył sobie miejsce w wyjściowej jedenastce. Pierwszą bramkę w lidze argentyńskiej strzelił 16 marca 2012 w wygranym 1:0 spotkaniu z Lanús, a ogółem w Argentinos występował przez dwa i pół roku, jednak nie osiągnął znaczącego sukcesu na arenie krajowej, a także – mimo częstych występów w południowoamerykańskich turniejach – na arenie międzynarodowej.
W lipcu 2013 Hernández wyjechał do Chile, gdzie na zasadzie wolnego transferu zasilił zespół CD O’Higgins z siedzibą w Rancagui. W tamtejszej Primera División zadebiutował 10 sierpnia 2013 w zremisowanej 1:1 konfrontacji z Audax Italiano, natomiast premierowego gola strzelił 27 września tego samego roku w wygranym 1:0 meczu z Huachipato. Z miejsca zyskał niepodważalną pozycję w pierwszym składzie, zostając głównym rozgrywającym drużyny prowadzonej przez Eduardo Berizzo i w jesiennym sezonie Apertura 2013 zdobył z O’Higgins pierwszy w historii klubu tytuł mistrza Chile. W decydującym o mistrzostwie spotkaniu z Universidadem Católica (1:0) strzelił zwycięską bramkę dla swojej ekipy. Dzięki świetnym występom magazyn El Gráfico wybrał go do najlepszej jedenastki ligi chilijskiej 2013 roku.

## Kariera reprezentacyjna
W grudniu 2013 Hernández otrzymał chilijskie obywatelstwo, ze względu na pochodzenie swojej babci. Miesiąc później został powołany przez argentyńskiego selekcjonera Jorge Sampaolego do reprezentacji Chile, w której zadebiutował 22 stycznia 2014 w wygranym 4:0 meczu towarzyskim z Kostaryką. W tym samym spotkaniu strzelił również premierowe gole w drużynie narodowej, dwukrotnie wpisując się na listę strzelców. Kilka miesięcy później znalazł się w szerokiej kadrze na Mistrzostwa Świata w Brazylii, lecz ostatecznie został z niej skreślony i nie pojechał na mundial.